# Nhạc điện tử

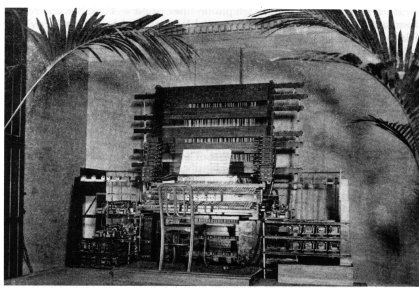
Telharmonium, Thaddeus Cahill 1897

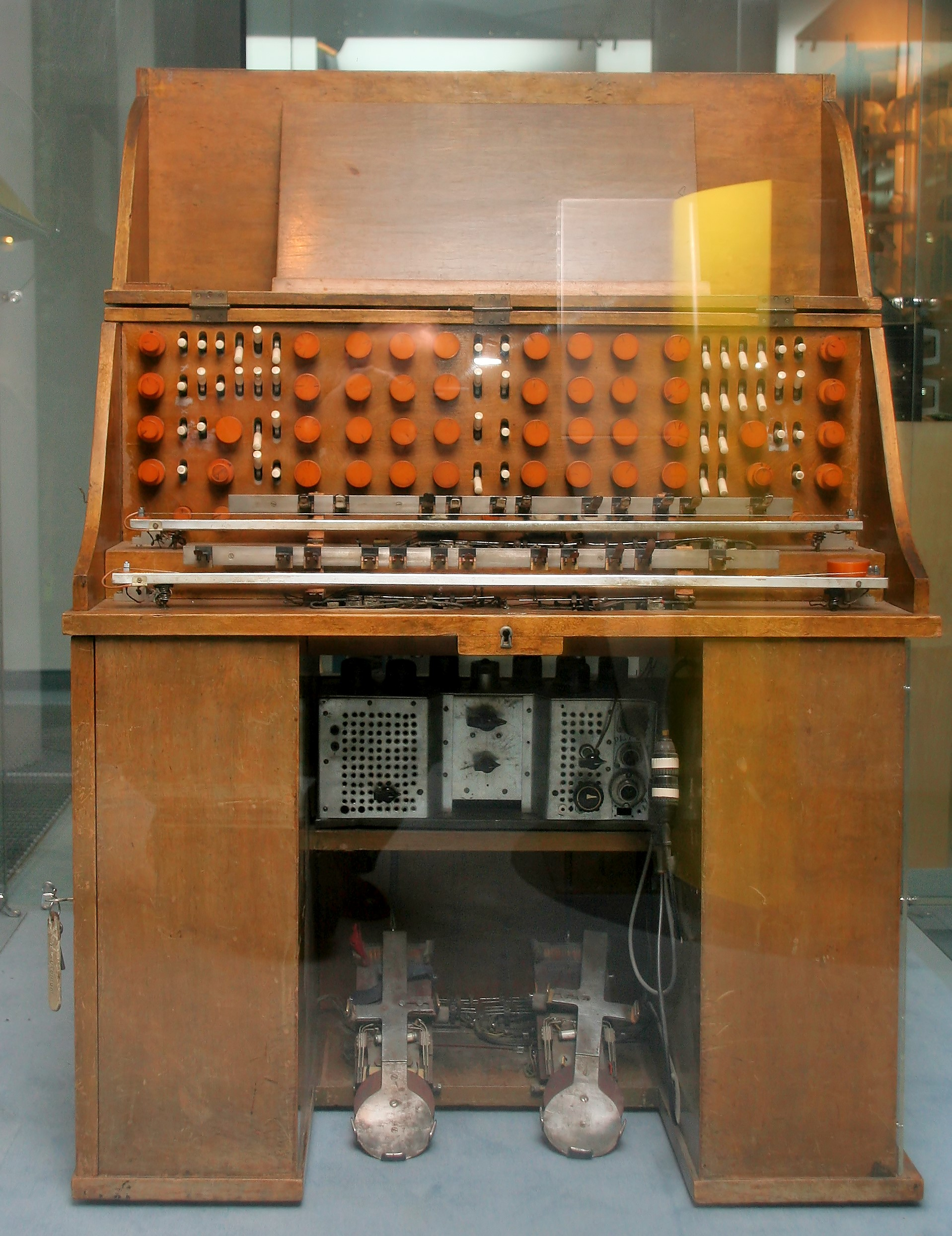
Trautonium, 1928

Nhạc điện tử là một loại hình âm nhạc sử dụng nhạc cụ điện tử và công nghệ âm nhạc điện tử trong quá trình sản xuất. Một cách tổng quát, sự khác biệt được tạo ra trong âm thanh được sản xuất ra bằng cách sử dụng công cụ điện tử đồng nghĩa với việc sản xuất sử dụng công nghệ điện tử. Một ví dụ về những công cụ sản xuất âm thanh điện tử là guitar điện. Những âm thanh thuần điện tử có thể được tạo ra nhờ các thiết bị như theremin, bộ tổng hợp âm thanh, và máy tính.
Nhạc điện tử hiện nay rất đa dạng, bao trùm từ nhạc nghệ thuật thử nghiệm tới những loại nhạc đại chúng như electronic dance music (EDM).